# Internationale Jugendarbeit
Die internationale Jugendarbeit ist ein Tätigkeitsfeld der Sozialen Arbeit. Schwerpunkt der internationalen Jugendarbeit sind Jugendbegegnungen. Sie ist neben der Erziehung und Bildung im Elternhaus und in der Schule oder beruflichen Ausbildung eine dritte Säule der Jugendbildung. Die internationale Jugendarbeit ist zu unterscheiden vom Schüleraustausch als Teil der schulischen Bildung und Erziehung.
Ziel der internationalen Jugendarbeit ist die Förderung der Völkerverständigung, der interkulturellen Kompetenz, dem Erwerb oder Verbesserung der Fremdsprachenkenntnisse, der Verselbstständigung der Persönlichkeit von Jugendlichen, das Kennenlernen der Kultur im Gastland, das Gastland als solches. Gemäß dem Grundsatz der Subsidiarität sind vielfältige freie Träger kennzeichnend, in der unterschiedliche Wertorientierungen sowie vielfältige Inhalte, Methoden und Arbeitsformen angeboten werden.
Die Internationale Jugendarbeit ist Gegenstand der Forschung und als Feld der non-formalen Bildung wissenschaftlich begründet. Sie ist Teil der Kinder- und Jugendhilfe und gleichzeitig eingebunden in die auswärtiger Beziehungen und den damit verknüpften gesamtpolitischen Zielsetzungen. Sie bietet Räume zur Begegnung und zum Austausch von jungen Menschen und Fachkräften mit unterschiedlichen kulturellen Hintergründen und aus verschiedenen Nationen.

## Formate
Schwerpunkt der Internationalen Jugendarbeit sind Jugendbegegnungen. Zu den Angeboten, die sich an junge Menschen richten, gehören Kurz- und Langzeitaustausche, Gruppen- und Individualangebote wie
- bi- und multilaterale Jugendbegegnungen,
- internationale Workcamps (Jugendgemeinschaftsdienste, Jugendlager) oder
- internationale Freiwilligendienste.

Internationale Maßnahmen für Fachkräfte der Kinder- und Jugendhilfe, zu denen Austauschprogramme, Hospitationen und internationale Fachveranstaltungen zählen, ermöglichen gegenseitiges Lernen und tragen durch Wissenstransfer zur Weiterentwicklung der Kinder- und Jugendhilfe in den beteiligten Ländern bei. Sie stellen eine Ausprägung der Fort- und Weiterbildung von ehren-, neben- und hauptamtlichen Fachkräften dar.

## Aufbau und Maßnahmen
Erfolgreiche Maßnahmen der internationalen Jugendarbeit sind gekennzeichnet durch qualifizierte pädagogische Begleitung durch interkulturell geschulte ehren- oder hauptamtliche Fachkräfte. Sie leben von einer vertrauensvollen und intensiven Partnerschaft der beteiligten Träger im In- und Ausland, die auf Gegenseitigkeit ausgerichtet ist.
Die internationale Jugendarbeit ist gekennzeichnet durch:
- Freiwilligkeit der Teilnahme
- Vielfalt der Organisationen und Träger
- Vielfalt der Inhalte, Methoden und Arbeitsformen
- Teilhabe der Jugendlichen (Mitbestimmung, Mitgestaltung), Selbstorganisation
- Ergebnis- und Prozessoffenheit
- Lebenswelt- und Alltagsorientierung, Anknüpfen an den Interessen und Bedürfnissen der Jugendlichen
- überwiegend ehrenamtliche Tätigkeit.

Alle Aktivitäten sind an den Interessen der Jugendlichen orientiert und werden von ihnen mitbestimmt und mitgestaltet. Internationale Jugendarbeit ist ein pädagogisch begleitetes Feld non-formaler Bildung, das auch eine Vielzahl informeller Lernanlässe bietet. Für junge Menschen stellt sie ein freiwilliges Bildungsangebot dar, das ihnen Gestaltungs- und Entfaltungsspielraum bietet, ihr eigenes Engagement fördert und einfordert sowie an ihre Interessen und Motivationen anknüpft.
In der pädagogisch begleiteten Begegnung mit dem Anderen und Fremden werden nationalstaatliche und kulturelle Zuschreibungen erfahren und reflektiert. Junge Menschen nehmen neue und (ihnen) fremd erscheinende Handlungen, Haltungen und Interpretationen wahr und bearbeiten diese. Gleichzeitig erfährt das eigene Verständnis dessen, was als „normal“ angesehen wird, eine Verunsicherung und es wird ein Perspektivwechsel angeregt.

## Bedeutung
Die Bedeutung von Mobilität und internationaler Erfahrung für junge Menschen in Deutschland und ganz Europa zeigt sich nicht zuletzt in der Veröffentlichung des Grünbuchs Mobilität junger Menschen zu Lernzwecken fördern der Europäischen Kommission. Auch angesichts aktueller Herausforderungen, die mit den multikulturellen, multinationalen Gesellschaften und der globalisierten Welt einhergehen, kommt der internationalen Jugendarbeit als eigenständiges Angebot non-formaler Bildung, neben dem Bereich formaler Bildung, eine immer stärkere Bedeutung zu.
Internationale Jugendarbeit ist schließlich mehr als eine reine Mobilitätserfahrung. Sie stellt in ihren unterschiedlichen Settings vielfältige Lernmöglichkeiten zur Verfügung, deren positive, nachhaltige Wirksamkeit auch empirisch belegt ist. Lernprozesse finden dabei sowohl auf non-formaler Ebene (vorbereitete und geplante Programmteile einer Begegnung) als auch auf informeller Ebene (im Sinne von nicht-intendierten Lernanlässen außerhalb oder am Rande des geplanten Programms) statt.

## Wirkung
Im Rahmen einer wissenschaftlichen Untersuchung wurden die nachhaltigen Wirkungen internationaler Jugendbegegnungen belegt. Festgestellt wurde, dass selbst kurzzeitige internationale Erfahrungen einen nachhaltigen Einfluss auf die Entwicklung junger Menschen haben. Gefördert wird die Persönlichkeitsentwicklung von Jugendlichen im Hinblick auf Selbstvertrauen, soziale Kompetenz, Offenheit für neue Erfahrungen, interkulturelle Kompetenz und Identitätsbildung. Viele Jugendliche profitieren also von einer internationalen Begegnungserfahrung, indem sie beispielsweise lernen, unbekannte Situationen besser zu bewältigen oder sich aktiv in eine Gruppe einzubringen. Sie haben nicht nur eine positive Grundhaltung gegenüber dem Gastland, sondern sind auch offener für einen weiteren Auslandsaufenthalt. Hemmungen, sich in einer Fremdsprache auszudrücken, werden abgebaut und die bereits vorhandenen Kenntnisse verbessert. Darüber hinaus hat die Begegnungserfahrung Auswirkungen auf die Gesamtbiografie: So gaben 31 % der ehemaligen Teilnehmenden an, dass die Begegnung Anstoß für eine Reihe weiterer Aktivitäten und Entscheidungen in ihrem Leben war, 7 % bezeichnen sie sogar als Ausgangspunkt für eine biografische Wende. Internationale Jugendarbeit leistet also einen entscheidenden Beitrag zur Persönlichkeitsentwicklung junger Menschen und fördert – neben Sprachkompetenz – Selbstsicherheit, Teamfähigkeit sowie Weltoffenheit. Die im Jahr 2019 veröffentlichte Zugangsstudie untersuchte, warum bestimmte Jugendliche, insbesondere solche aus bildungsfernem Hintergrund, bei Jugendbegegnungen weniger stark vertreten sind. Eine zentrale Schlussfolgerung der Studie lautet, dass die internationale Jugendarbeit nur durch eine Stärkung der Jugendarbeit insgesamt gefördert werden könne.
Auch die Zwischenevaluation des EU-Programms Jugend in Aktion lieferte ähnlich positive Ergebnisse. Im Bereich der sozialen, sprachlichen und beruflich-fachlichen Kompetenzen wurden vielfältige Lernerfahrungen festgestellt. Berufsbezogene Kompetenzen wie Mobilität, Eigeninitiative, Unternehmungsgeist und Kreativität werden durch internationale Begegnungen gefördert. Darüber hinaus bot das Programm, insbesondere der Europäische Freiwilligendienst, neben einem breiten Spektrum an Erfahrungsräumen eine entscheidende berufliche Orientierungsfunktion: 72 % der Jugendlichen lernen durch ihre Projektteilnahme besser, Chancen für ihre persönliche und berufliche Zukunft zu erkennen; 53,3 % der Jugendlichen geben an, dass sie durch das Projekt Kontakte geknüpft haben, die für ihren beruflichen Werdegang von Vorteil sind und 66,4 % der Jugendlichen haben eine klarere Vorstellung von ihrem weiteren Bildungsweg.
Für die Evaluation nutzen viele Träger der internationalen Jugendarbeit das Evaluationsverfahren des Forschungsverbunds Freizeitenevaluation. Für die eigenständige Evaluation internationaler Jugendbegegnungen wurde in diesem Kontext die Online-Plattform i-EVAL entwickelt. Ergebnisse einer Befragung von über 5.000 Jugendlichen aus diesem Forschungsprojekt zeigen die zumeist positiven Rückmeldungen der Jugendlichen und belegen Erfahrungen insbesondere im Bereich des sozialen und interkulturellen Lernens. Seit 2017 verantwortet der Forschungsverbund zudem eine Panelstudie, die ein regelmäßiges datengestütztes Monitoring des Arbeitsfelds bereitstellt.
Junge Menschen, die sich ja in einer entscheidenden Übergangsphase ihrer Entwicklung mit allen Unsicherheiten und Fragen der weiteren Berufs- und Lebensorientierung befinden, profitieren von den Potenzialen, Lern- und Entwicklungsmöglichkeiten internationaler Jugendarbeit. Die Lernerfahrungen erstrecken sich von der Persönlichkeitsentwicklung bis hin zu berufsbezogenen Kompetenzen. Internationale Jugendarbeit ist damit ein relevanter Bereich non-formalen Lernens und kann für viele Jugendliche vielfältige Chancen und Möglichkeiten bieten, die allein im Rahmen formaler Bildungsangebote kaum möglich sind.